# Pilotis

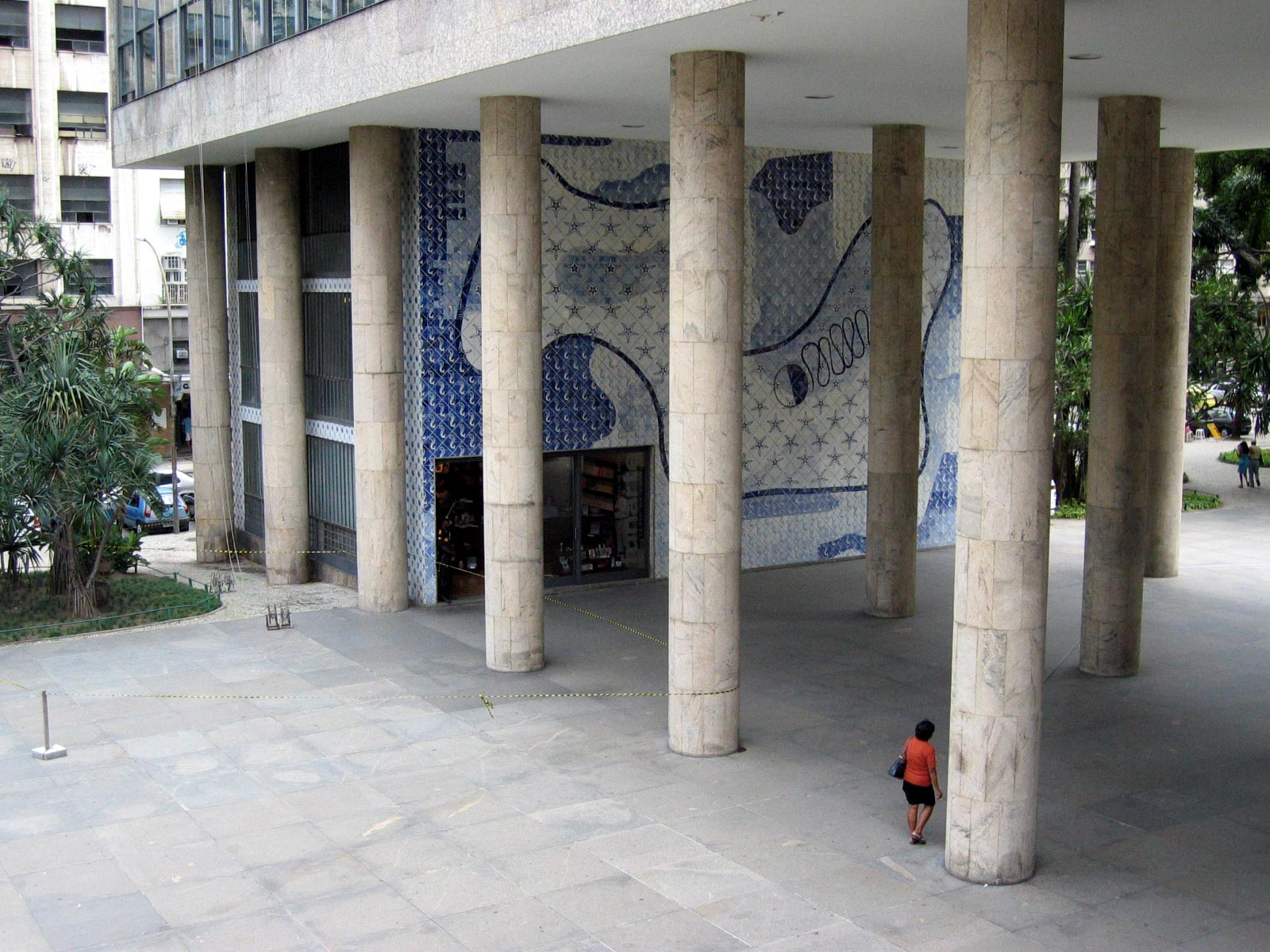
Pilotis no Palácio Gustavo Capanema, no Rio de Janeiro

O pilotis é um sistema construtivo em que uma edificação é sustentada através de uma grelha de pilares (ou colunas) em seu pavimento térreo.
A palavra pilotis, de origem francesa e eventualmente aportuguesada como piloti, pode se referir tanto ao pilar em si, quanto ao sistema como um todo. Também costuma ser usada para nomear o pavimento em que se encontra (ou seja, a expressão "pavimento pilotis" é eventualmente usada como um sinônimo para "pavimento térreo"). Em francês, pilotis significa palafita, mas em português o termo foi adotado apenas para as estruturas arquitetônicas modernas, distinguindo-as das tradicionais palafitas de madeira de habitações lacustres.
O uso do pilotis tornou-se uma das características fundamentais da arquitetura moderna do século XX, notadamente do international style. É parte dos 5 pontos da nova arquitetura propostos por Le Corbusier. Oscar Niemeyer tambem recorreu ao uso de pilotis, por exemplo, no Palácio da Alvorada, em Brasília. Também é encontrado na Casa das Canoas de Niemeyer.